# 公雞
公鸡指的是鸡形目中的雄性鸟，一般指雄性的鸡。

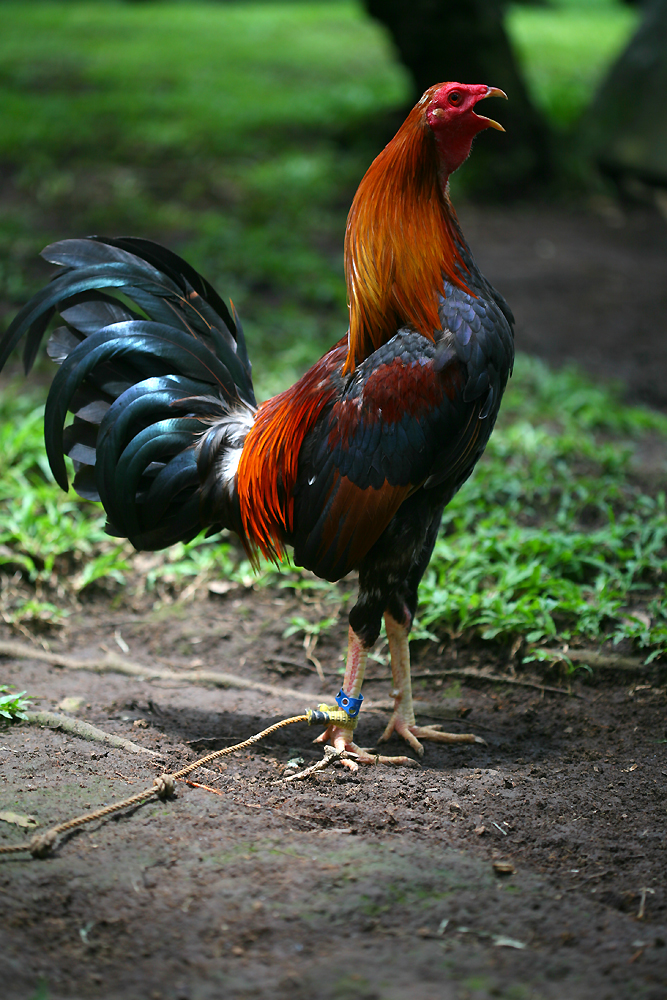
正在打鸣的公鸡。

在英语中，雄性的鸡小于一岁一般叫做“cockerel”。“rooster”一词起源于美国，如今已在北美洲、澳大利亚和新西兰广泛使用。“cock”和“cockerel”则是英语中最原始的词汇，用于英国和爱尔兰。
公鸡遵循多配偶制，但无法同时守卫数个窝的蛋。公鸡守卫自己母鸡正在造鸟窝的整个区域，并攻击进入这个区域的其他公鸡。在白天，公鸡常常栖息于高处，通常距离地面有0.9至1.5米高，以警卫自己的族群。若食肉动物在附近，公鸡会发出独特的报警声。

## 打鸣
公鸡一般在其出生后四个月内开始打鸣。虽然母鸡也可能会打鸣，但打鸣（和鸡冠发育）是公鸡的最明显特征。
公鸡一般被描绘成在破晓的时候打鸣。虽然许多公鸡在醒来后不久就开始打鸣，这说法并不准确：公鸡可以并且可能在一天里的任何时间打鸣。一些公鸡尤为吵闹，几乎无时无刻不在打鸣，而另一些公鸡则一天内仅仅打鸣了很少次。这取决于公鸡的种类和个体性质。我们常常会看见公鸡坐在栅栏和其他一些物体上，打鸣以宣示自己领地。
公鸡也会发出数种其他的叫声，也能发出与母鸡类似的咯咯声。公鸡偶尔会模仿母鸡的咯咯声来吸引母鸡过来寻找食物，就像母鸡向小鸡做的那样。

## 文化
在一些文化中公鸡被看做是神圣的动物，公元前2000至前700年存在于今伊朗的凯扬王朝就已经存在这种崇拜了。